# 爆竜戦隊アバレンジャーVSハリケンジャー
- スーパー戦隊シリーズ
  - 爆竜戦隊アバレンジャー > 爆竜戦隊アバレンジャーVSハリケンジャー
  - 忍風戦隊ハリケンジャー > 爆竜戦隊アバレンジャーVSハリケンジャー

『爆竜戦隊アバレンジャーVSハリケンジャー』は、2004年3月12日に発売されたオリジナルビデオ作品。『爆竜戦隊アバレンジャー』のオリジナルビデオ作品であり、スーパー戦隊VSシリーズの一つ。40分。

## 概要
『爆竜戦隊アバレンジャー』と『忍風戦隊ハリケンジャー』のクロスオーバー作品であるスーパー戦隊Vシネマ第10作。
本作品より、DVD版の「特典映像」にメイキング映像が収録されるようになった。本作品からはしばらくオープニングのタイトルバックが廃止されたり、オープニングそのものがないことが多くなる。
アバレキラー（仲代壬琴）やジャンヌはエヴォリアン側で登場し、『ハリケンジャー』からは敵幹部・フラビージョとウェンディーヌも登場する。『ハリケンジャー』本編で死亡したはずのシュリケンジャーも数分だが登場し、雑誌媒体用に撮られた特写ではアバレンジャーやハリケンジャーと共に並んでいる。爆竜はパートナー5体のみ台詞があり、その他は冒頭で姿を見せるだけとなっている。また、本作品から両戦隊の敵の特徴を併せ持つ新怪人が登場するようになった。
アバレンジャーのスーパーダイノボンバーとハリケンジャーのビクトリーガジェットの合体による新必殺武器「スーパーダイノビクトリー」、アバレンオーが旋風神のソードスラッシャーを手にした「旋風轟雷アバレンオー」が登場。ハリケンブルー・野乃七海役の長澤奈央は七海が任務でスペインに渡ったという設定でスペイン語のセリフを話すシーンがある。アバレンジャーとハリケンジャーが敵に変身能力を封じられたという設定で、変身前の姿でのアクションシーンが多い。
冒頭でアバレブラックがテレビシリーズ第37話で初登場したマックスリュウオーを操縦しているが、『轟轟戦隊ボウケンジャーVSスーパー戦隊』の「スーパー戦隊住所録」・アスカの項の記載では2003年9月に起きた出来事として設定されている。
DVDにも収録されている2004年1月10日にヤクルトホールで開かれた本作品の『完成披露試写会舞台挨拶』では仲代壬琴役の田中幸太朗が翌日放送の第47話「5人のアバレンジャー」に先駆けてアバレキラーの個人名乗りを初公開している。

## あらすじ
2体の巨人が暴れていることを知ったアバレンジャーは出撃する。その巨人たちはハリケンジャーたちのカラクリ巨人、旋風神と轟雷神。エヴォリアンと組んだジャカンジャの生き残り、フラビージョとウェンディーヌに奪われていたのだ。
辛くも二大カラクリ巨人を退けたアバレンジャーたちだったが、フラビージョとウェンディーヌは邪忍イーガの封印を解いてしまう。イーガたちとアバレンジャーとの戦いにハリケンジャーも参戦するが、2戦隊の連携は全く取れない。しかし、邪忍イーガの悪事に対して、2大戦隊は少しずつ団結していく。

## オリジナルキャラクター
邪忍イーガ
次元を超えてダイノアースにやってきた宇宙忍者に邪命体が寄生して誕生した邪忍法使い手の宇宙忍者。時の賢者たちにより邪悪魔王封印の宝玉に閉じ込められていたが、フラビージョとウェンディーヌによって封印を解かれ復活する。影分身の術で実体を持つ分身を作り上げることができる。アバレンジャー、ハリケンジャーが自らの分身と戦っている間に様々な人間からダイノガッツを吸い取り、最強の戦士になろうとしている。手裏剣型のソードや忍刀が武器で、変わり身封じの札で2戦隊の変身を封じた。必殺技はアバレンオーの爆竜電撃ドリルスピンに似た邪忍法イーガスピン。
- 紫のマフラーは『変身忍者 嵐』をイメージしている。デザインを担当したさとうけいいちはマフラーにもっとボリュームを持たせたかったと述べている。

邪忍イーガ（分身）
イーガの影分身の術によって誕生した実体を持つ分身たち。3体おり、それぞれ仮面やマフラーが赤、青、グレーの色をしている。赤は凌駕と鷹介、青は幸人・らんる・七海・吼太、グレーはアスカ・一甲・一鍬とそれぞれ戦う。
- 分身体の色は監督の渡辺勝也の要望により『仮面の忍者 赤影』をイメージしている。

落第の使徒フラビージョ、誘惑の使徒ウェンディーヌ
以前は暗黒七本槍の一員だったが、ハリケンジャーとゴウライジャーのビクトリーガジェットの爆発によりできた時空の裂け目に落ちてダイノアースに飛ばされ、エヴォリアンと手を組む。『ハリケンジャー』でのフラビージョとウェンディーヌの詳細は忍風戦隊ハリケンジャー#宇宙忍群ジャカンジャを参照。

## 装備・戦力
イカヅチ雷撃斬
霞兄弟が使用した技。青い雷が宙に走った後、刀を青く光らせて前方宙返りからの同時斬りを決める。
ダイノレイザー
アバレイエローのダイノブレスから発射する。
三条クラッシュ
幸人が使用した技。得意の接骨術を応用して敵の背骨を外す。

### 合体技
九重連スーパーダイノビクトリー
スーパーダイノボンバーの前部にビクトリーガジェットを合体させた形態。必殺ビクトリーダイノダイナマイトを放ち、敵を粉砕する。
- スーパーダイノボンバーの前側とビクトリーガジェットの後側にジョイントが無いため、玩具では再現不可能。

竜人アバレフィニッシュ
霞兄弟が投げた2本の刀をアスカが受け取り、敵を×の字状に切る。
ダイノスラスター トリプルインフェルノ
アバレブラックのダイノスラスター、アバレブルーのアバレイザーソードモード、ハリケンイエローのハヤテ丸を合わせて地面に突きつけて強力な一撃を放つ。
ダブルブレイク
基本的にハリケンジャーの大空大地斬と同じだが、アバレッドのアバレモードがハリケンイエローの代わりに地を滑る。
ダブルショット
ハリケンブルーがアバレイエローのアバレモードの足に掴まった状態で、二人がアバレイザーとハヤテ丸ガンモードを同時に撃つ。破壊の使徒ジャンヌ・一の槍フラビージョ・四の槍ウェンディーヌとの戦いで使用。
ダブルアタック
アバレブルーのアバレモードの上に乗ったハリケンイエローがハヤテ丸で相手を斬りつける。

### ロボット
旋風轟雷アバレンオー
ハリケンジャーとゴウライジャーのダイノガッツをもらったアバレンオーが、カラクリボール・ゴールドソードスラッシャーで生み出した黄金のソードスラッシャーを持った特別形態。姿は通常と同じだが能力は上がっており、イーガの邪忍法イーガスピンをソードスラッシャーの一振りだけであっさり弾くほど。必殺技は、3体に分身してソードスラッシャーとティラノドリルで斬り付ける爆竜必殺究極奥義分身ドリルスラッシャー。ハリケンジャーの巨大ロボ・旋風神の分身幻斬りと同様の技だが、分身幻斬りは3体が別々に攻撃するのに対し、こちらは3体が同時攻撃を仕掛けるという強力なもの。なお、カラクリボールはティラノの口から出現し、ソードスラッシャーはトリケラの口でくわえて保持する。

## キャスト
- 伯亜凌駕 / アバレッド - 西興一朗
- 三条幸人 / アバレブルー - 冨田翔
- 樹らんる / アバレイエロー - いとうあいこ
- アスカ / アバレブラック - 阿部薫
- 仲代壬琴 / アバレキラー - 田中幸太朗
- 椎名鷹介 / ハリケンレッド - 塩谷瞬
- 野乃七海 / ハリケンブルー - 長澤奈央
- 尾藤吼太 / ハリケンイエロー - 山本康平
- 霞一甲 / カブトライジャー - 白川裕二郎
- 霞一鍬 / クワガライジャー - 姜暢雄
- ジャンヌ - 桜井映里
- リジェ - 鈴木かすみ
- 今中笑里 - 西島未智
- 伯亜舞 - 坂野真弥（EDのみ登場）
- フラビージョ - 山本梓
- ウェンディーヌ - 福澄美緒
- 日向おぼろ - 高田聖子
- 日向無限斎 - 西田健
- 杉下竜之介 - 奥村公延

### 声の出演
- 爆竜ティラノサウルス - 長嶝高士
- 爆竜トリケラトプス - 宮田幸季
- 爆竜プテラノドン - 篠原恵美
- 爆竜ブラキオサウルス - 銀河万丈
- 爆竜トップゲイラー - 緑川光
- 邪忍イーガ - 梁田清之
- ミケラ - 緒方文興
- ヴォッファ - 宇垣秀成
- シュリケンジャー - 松野太紀

### スーツアクター
- 福沢博文
- 三村幸司
- 小野友紀
- 日下秀昭
- 今井靖彦
- 岡本美登
- 蜂須賀祐一
- 大西修
- 岡元次郎
- 竹内康博
- 村岡弘之
- 神尾直子
- 水谷健
- 佐藤賢一
- 矢部敬三

## スタッフ
- 製作 - テレビ朝日、東映、東映ビデオ、東映エージエンシー
- 原作 - 八手三郎
- プロデューサー - 濱田千佳（テレビ朝日）、日笠淳・塚田英明（東映）、加藤和夫（東映ビデオ）、矢田晃一（東映エージエンシー）
- 脚本 - 前川淳
- 音楽 - 羽田健太郎 with Healthy Wings、三宅一徳
- 撮影 - 菊池亘
- 編集 - 冨田伸子
- 助監督 - 竹本昇
- アクション監督 - 竹田道弘、石垣広文（ジャパンアクションエンタープライズ）
- 特撮監督 - 佛田洋
- 監督 - 渡辺勝也

## 音楽
オープニングテーマ「爆竜戦隊アバレンジャー」
作詞：吉元由美 / 作曲：岩崎貴文 / 編曲：京田誠一 / 歌：遠藤正明
エンディングテーマ 「We are the ONE 〜僕らはひとつ〜」
作詞：吉元由美 / 作曲：小杉保夫 / 編曲：京田誠一 / 歌：串田アキラ / コーラス：森の木児童合唱団
挿入歌 「ハリケンジャー参上!」
作詞：及川眠子 / 作曲・編曲：池毅 / 歌：高取ヒデアキ

## ネット配信
- 東映特撮YouTube Official：2023年2月18日 - 同年同月26日